# Josep Maria Mainat
Josep Maria Mainat i Castells (Canet de Mar, 24 de octubre de 1946) es un miembro del grupo musical humorístico La Trinca y productor de televisión español.

## Biografía
Hermano de Joan Ramon Mainat, siendo aún muy joven conoce a Toni Cruz, con quien se asociaría profesionalmente durante el resto de su trayectoria. En 1969 ambos forman junto a Miquel Àngel Pasqual el grupo musical humorístico La Trinca. Durante la década de los setenta y los ochenta publican más de 20 álbumes y el tono satírico-político de sus canciones triunfa en Cataluña. A partir de 1983, tras adaptar su repertorio al español, amplían su éxito a toda España y Latinoamérica
A finales de los años 1980, se introducen en el mundo de la televisión, protagonizando los espacios de variedades y humor No passa res (1987) en TV3 y Tariro, tariro (1988-1989) en TVE. 
A medida que iba agotándose el proyecto de La Trinca se introduce, junto a Cruz y Pasqual, en el mundo de la producción televisiva, fundando en 1987 la productora Gestmusic, factoría que ha generado productos de enorme éxito en televisión como No te rías, que es peor, ¡Mira quién baila!, La parodia nacional, Crónicas marcianas u Operación Triunfo.
Tras la absorción de Gestmusic por Endemol, Mainat siguió al frente de la compañía con el cargo de director ejecutivo.
En 2015 publicó el libro Ciencia optimista (ed. Grijalbo), basado en la sección semanal de divulgación científica que protagonizó durante años dentro del programa radiofónico El món a RAC1. 
En los últimos años ha alcanzado relevancia en su cuenta de Twitter, donde es uno de los activistas más populares en las redes sociales a favor de la independencia de Cataluña y figuró en la lista electoral de Junts pel Sí .
En febrero de 2020 crea junto con Pol Mainat Canal Trader y Traders, un tipo de reality denominado work show, en el que los concursantes compiten por ser el mejor trader.

## Vida privada
Fue pareja de la actriz Rosa María Sardà, con quien tuvo su primer hijo, Pol (1975). Rosa Maria Sardà era hermana de Javier Sardà, a quien Mainat produjo el programa de gran éxito Crónicas marcianas. 
Tuvo una segunda pareja, Pilar Zamora, con quien adoptó a dos hijos, Mar y Misha.
En 2012 se casó con Angela Dobrowolski, de nacionalidad rusa, con quien tiene dos hijos: Jana (2012) y Joan Ramon (2015). A principios del 2020 decidieron separarse pero seguían quedando con sus hijos en alguna ocasión. Dobrowolski fue detenida el 1 de agosto de 2020 cuando los Mozos de Escuadra encontraron indicios de que intentó envenenar a su marido para evitar el divorcio y quedar fuera de la herencia. Aun así, el juzgado de instrucción 3 de Barcelona decidió dejarla en libertad al considerar que no había riesgo de fuga y argumentando que necesitaba más pruebas para fundamentar la acusación. El 29 de septiembre Dobrowolski volvió a ser detenida por los Mozos de Escuadra acusada de los delitos de estafa, falsedad documental y usurpación de identidad por supuestamente haber imitado la firma de Mainat en dos cheques por un valor de 4.100 euros.

## Televisión
- No passa res (1987) en TV3.
- Tariro, tariro (1988-1989) en TVE.
- No te rías, que es peor (1990-1995) en TVE.
- Sinceramente Ana Rosa Quintana, (1997) en Antena 3.
- Crónicas Marcianas (1997-2005) en Telecinco.
- El candelabro, (1999) en Telecinco.
- El bus, (2000) en Antena 3.
- Operación Triunfo, (2001-presente) en TVE, Telecinco y Amazon Prime Video.
- Triunfomanía, (2002) en TVE.
- El castillo de las mentes prodigiosas, (2004) en Antena 3.
- ¡Mira quién baila! (2005-2014) en TVE y Telecinco.
- Cantamanía, (2006) en TV3.
- Operación Tony Manero, (2008) en Telecinco.
- Tú sí que vales (2008-2009) - Telecinco.
- El número uno, (2012-2013) en Antena 3.
- Uno de los nuestros, (2013) en TVE.
- ¡Boom! (2014 - 2023) en Antena 3.
- Bailando con las estrellas (2018) en TVE.
- Top Gamers Academy (2020) en Twitch.

## Obras
- Mainat, Josep M. (2015). Ciència optimista (en catalán). Rosa del Vents. ISBN 978-84-15961-60-4. OCLC 951664538.